# Autostrada A92 (Niemcy)
Autostrada A92 (niem. Bundesautobahn 92 (BAB 92) także Autobahn 92 (A92)) – autostrada w Niemczech prowadząca z południowego zachodu na północny wschód, od skrzyżowania z autostradą A99 na węźle Dreieck München-Feldmoching na obwodnicy autostradowej Monachium  do Deggendorfu skąd jako B11 zmierza do granicy z Czechami w Bawarii.

## Odcinki międzynarodowe
Autostrada na całej długości jest częścią trasy europejskiej E53